# Нідмор (Пенсільванія)
Нідмор (англ. Needmore) — переписна місцевість (CDP) в США, в окрузі Фултон штату Пенсільванія. Населення — 153 особи (2020).

## Географія
Нідмор розташований за координатами 39°50′51″ пн. ш. 78°8′35″ зх. д. / 39.84750° пн. ш. 78.14306° зх. д. (39.847450, -78.143178).  За даними Бюро перепису населення США в 2010 році переписна місцевість мала площу 1,18 км², уся площа — суходіл.

## Демографія
Згідно з переписом 2010 року, у переписній місцевості мешкало 170 осіб у 66 домогосподарствах у складі 46 родин. Густота населення становила 144 особи/км².  Було 72 помешкання (61/км²).
Расовий склад населення:
| - 98,2 % — білих |

До двох чи більше рас належало 1,8 %. Частка іспаномовних становила 0,6 % від усіх жителів.
За віковим діапазоном населення розподілялося таким чином: 27,6 % — особи молодші 18 років, 54,2 % — особи у віці 18—64 років, 18,2 % — особи у віці 65 років та старші. Медіана віку мешканця становила 37,5 року. На 100 осіб жіночої статі у переписній місцевості припадало 97,7 чоловіків;  на 100 жінок у віці від 18 років та старших — 89,2 чоловіків також старших 18 років.
Середній дохід на одне домашнє господарство  становив 49 354 долари США (медіана — 44 167), а середній дохід на одну сім'ю — 62 209 доларів (медіана — 55 875). 
Цивільне працевлаштоване населення становило 56 осіб. Основні галузі зайнятості: виробництво — 37,5 %, роздрібна торгівля — 14,3 %, освіта, охорона здоров'я та соціальна допомога — 14,3 %.